# ديسيليرون

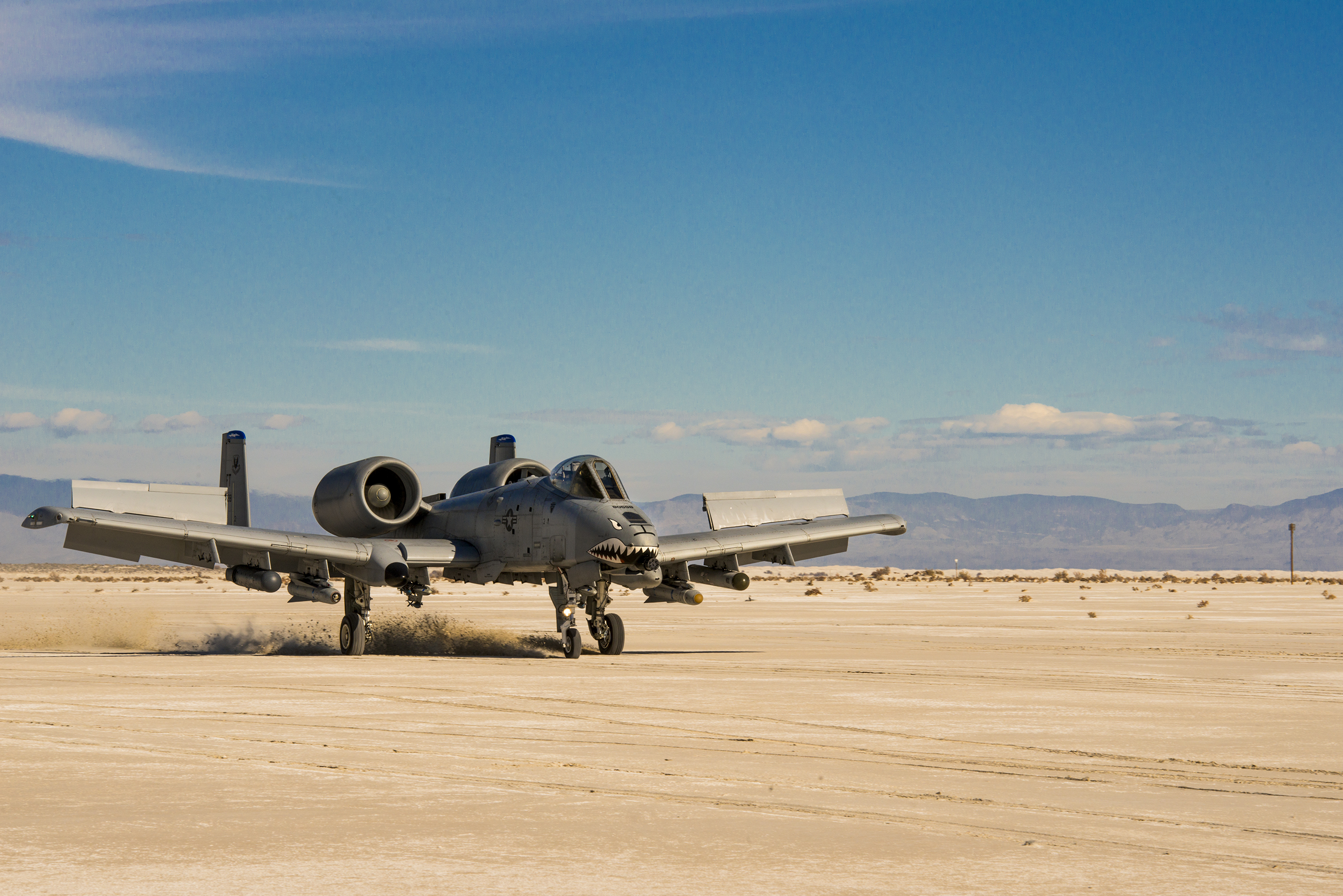
ديسيليرون مفتوح على طائرة إيه-10 ثاندر بولت الثانية

ديسيليرون، (deceleron) أو الجنيح المقسم، تم تطويره في أواخر الأربعينيات من القرن الماضي بواسطة شركة نورثروب، للاستخدام في الأصل على مقاتلة إف 89 سكوربيون. وهو عبارة عن جنيح من جزأين يمكن انحرافه كوحدة لتوفير التحكم في الانقلاب، أو فتحه للانفصال ليعمل بمثابة مكابح هوائية. يتم استخدام الديسيلرون في فيرتشايلد ريبابليك إيه-10 ثاندر بولت الثانية والجناح الطائر نورثروب غرومان بي 2 سبيرت. في الاستخدام التفاضلي، ينقلون عزم الانعراج، مما قد يؤدي إلى تفادي الدفة وسطح التحكم في المثبت الرأسي، على الرغم من أنها تتطلب تحكمًا نشطًا في الطيران.